# Choi Kyung-hee
Choi Kyung-hee (kor. 최경희; * 13. September 1981 in Seoul) ist eine südkoreanische Marathonläuferin.
2002 wurde sie Vierte beim Seoul International Marathon. 2003 qualifizierte sie sich als Dritte an selber Stelle für die Leichtathletik-Weltmeisterschaften in Paris/Saint-Denis, bei denen sie den 53. Platz belegte. Im Jahr darauf wurde sie Vierte beim Seoul International Marathon, lief bei den Olympischen Spielen in Athen auf Rang 35 ein und wurde Zweite beim JoongAng Seoul Marathon.
2005 folgte einem siebten Platz beim Seoul International Marathon ein Sieg beim Gunsan-Jeonju-Marathon. 2006 wurde sie Dritte beim Seoul International Marathon. 2007 und 2008 gewann sie den Chuncheon-Marathon, 2008 siegte sie außerdem beim Daegu-Marathon und stellte einen nationalen Rekord im 3000-Meter-Hindernislauf auf.
2010 wurde sie Zwölfte in Daegu, 2011 gewann sie den JoongAng Seoul Marathon.

## Persönliche Bestzeiten
- 10.000 m: 33:15,38 min, 1. Oktober 2006, Kimchun
- Marathon: 2:30:19 h, 14. März 2004, Seoul
- 3000 m Hindernis: 10:24,74 min, 13. Oktober 2008, Yeosu (ehemaliger südkoreanischer Rekord)